# Bernhard-Zyklus der Abtei Altenberg
Der Bernhard-Zyklus der Abtei Altenberg war ein Teil der 115 Bleiglasfenster im ehemaligen Kreuzgang der Abtei Altenberg. Die um 1510 bis 1530 im Zuge des Umbaues des Kreuzgangs entstandenen Glasmalereien sind nur noch zum Teil erhalten und befinden sich in verschiedenen Museen.

## Kreuzgang der Abtei Altenberg

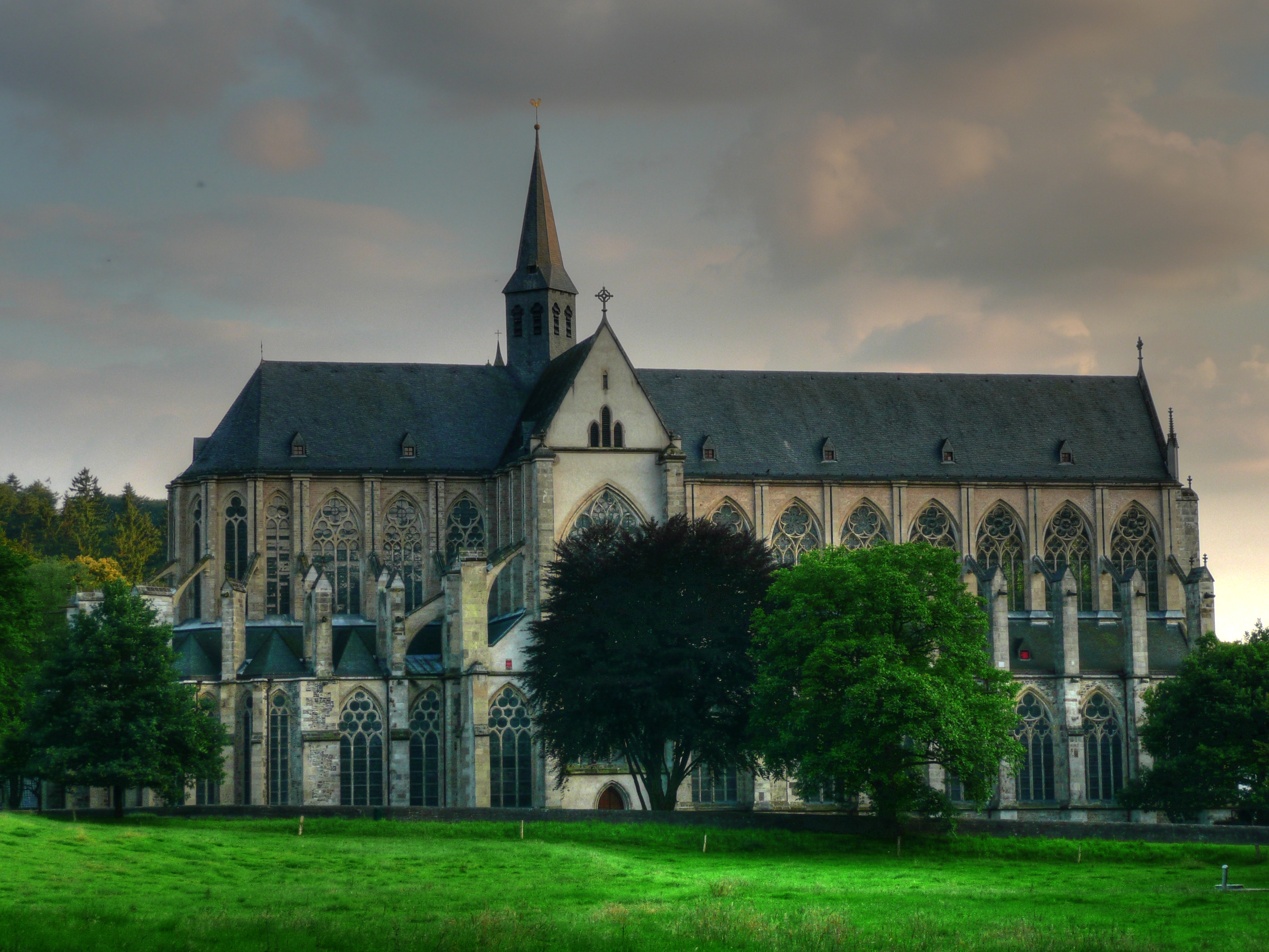
Altenberger Dom

Um 1220 bis 1240 wurde der Altenberger Kreuzgang errichtet. Die Glasmalereizyklen wurden um 1510 bis 1530 eingebaut. Neben dem Bernhard-Zyklus gab es noch Fenster mit Bibelszenen, von denen jegliche Spur fehlt. Nachdem das Kloster 1803 säkularisiert worden war, kamen die Scheiben 1806 in den Besitz des Käufers des Klosters, des Weinhändlers Johann Heinrich Pleunissen. Dieser ließ die Glasmalereien ausbauen und vererbte die Sammlung an seine Tochter Maria Franziska, die in erster Ehe mit Wilhelm Schieffer und in zweiter Ehe mit Johann Baptist Hirn verheiratet war. Heinrich Schieffer, ihr Sohn aus erster Ehe, erbte die Glasmalereien und vergrößerte seine Sammlung durch weitere Zukäufe. 1824 kamen einige Scheiben durch Versteigerung in den Besitz von Matthias Joseph de Noël, der sie mit anderen Kunstwerken 1852/53 der Stadt Köln schenkte. 1932 kamen sie aus dem Kunstgewerbemuseum an das Museum Schnütgen. Sechs Scheiben kamen 1887 in die Mathiaskapelle von Schloss Liebieg und 1956 in die Sammlung Ludwig. Wieder andere wurden in den 1920er Jahren über den Kunsthandel nach England verkauft.

## Bernhard-Zyklus
Der Bernhardzyklus umfasste 1805 97 Glasmalereien, von denen heute noch 44 vorhanden sind. Davon befinden sich 18 in der Kirche St. Mary in Shrewsbury, 13 im Bestand des Museums Schnütgen und 6 gehören zur Sammlung Ludwig in Aachen. Zwei Scheiben besitzt das Metropolitan Museum of Art in New York, drei befinden sich auf Schloss Stolzenfels und zwei wieder in Altenberg (in der Sakristei des Altenberger Doms).
Der Zyklus erzählt das Leben des hl. Bernhard. Sie lassen sich in folgende Themengruppen gliedern:
- Kindheit und Jugend Bernhards
- Beginn der Ordenszeit
- Krankheit und Krankenlager
- Beginn des Schismas
- Ende des Papstschismas
- Vorbereitung des Zweiten Kreuzzugs
- Letzte Handlungen und Heimkehr
- Symbolische Darstellungen
- Stifterscheiben

Über die Stifter der Glasfenster ist wenig bekannt. Lediglich zwei Scheiben mit der Darstellung von Stiftern sind noch heute vorhanden und nur der Stifter Gottfried von der Ehren ist namentlich bekannt. Der Zyklus gilt als der umfangreichste Zyklus, der Bernhard von Clairvaux gewidmet wurde.

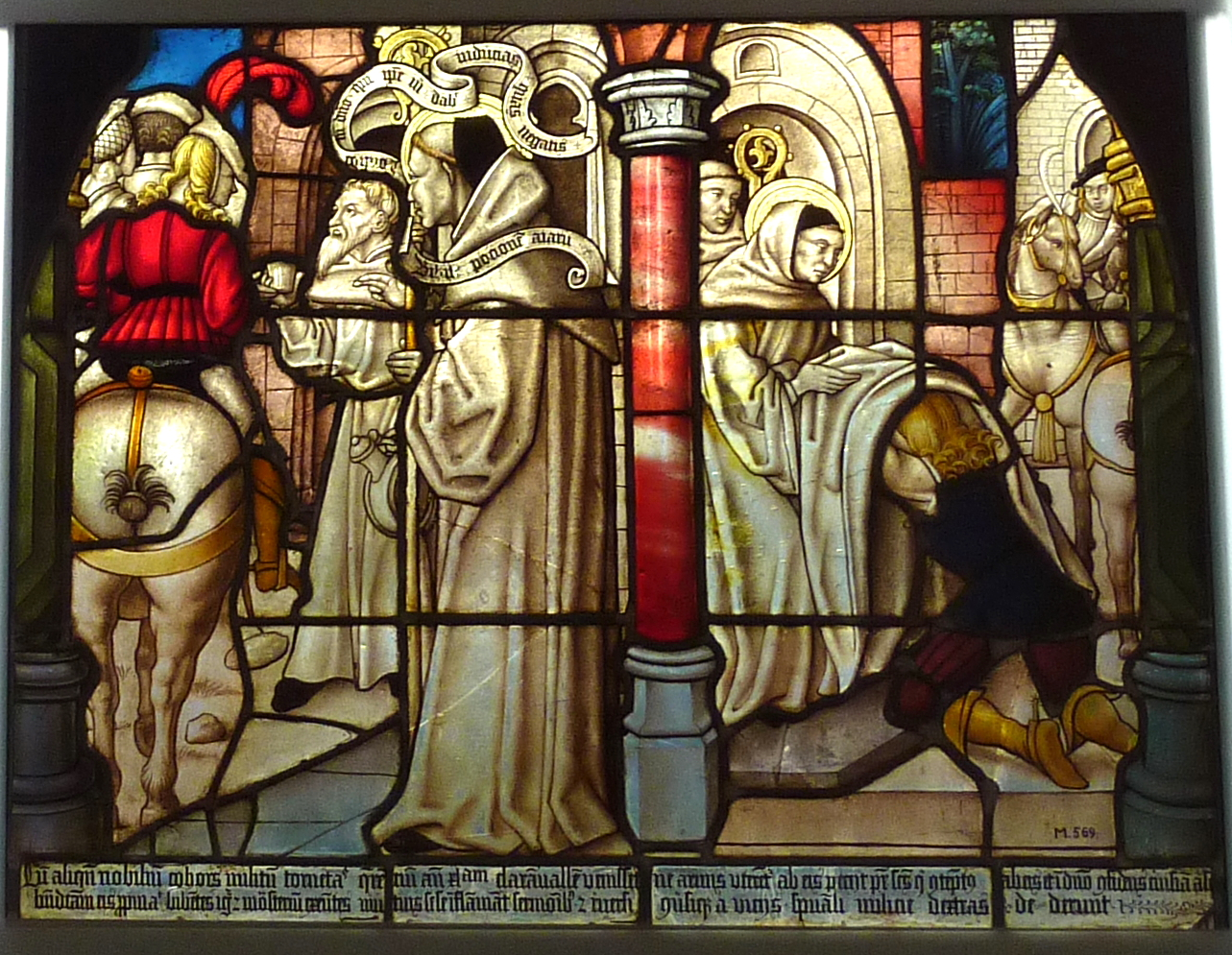
Bernhard gewinnt adelige Turniergäste durch einen Zaubertrank für den Zisterzienserorden
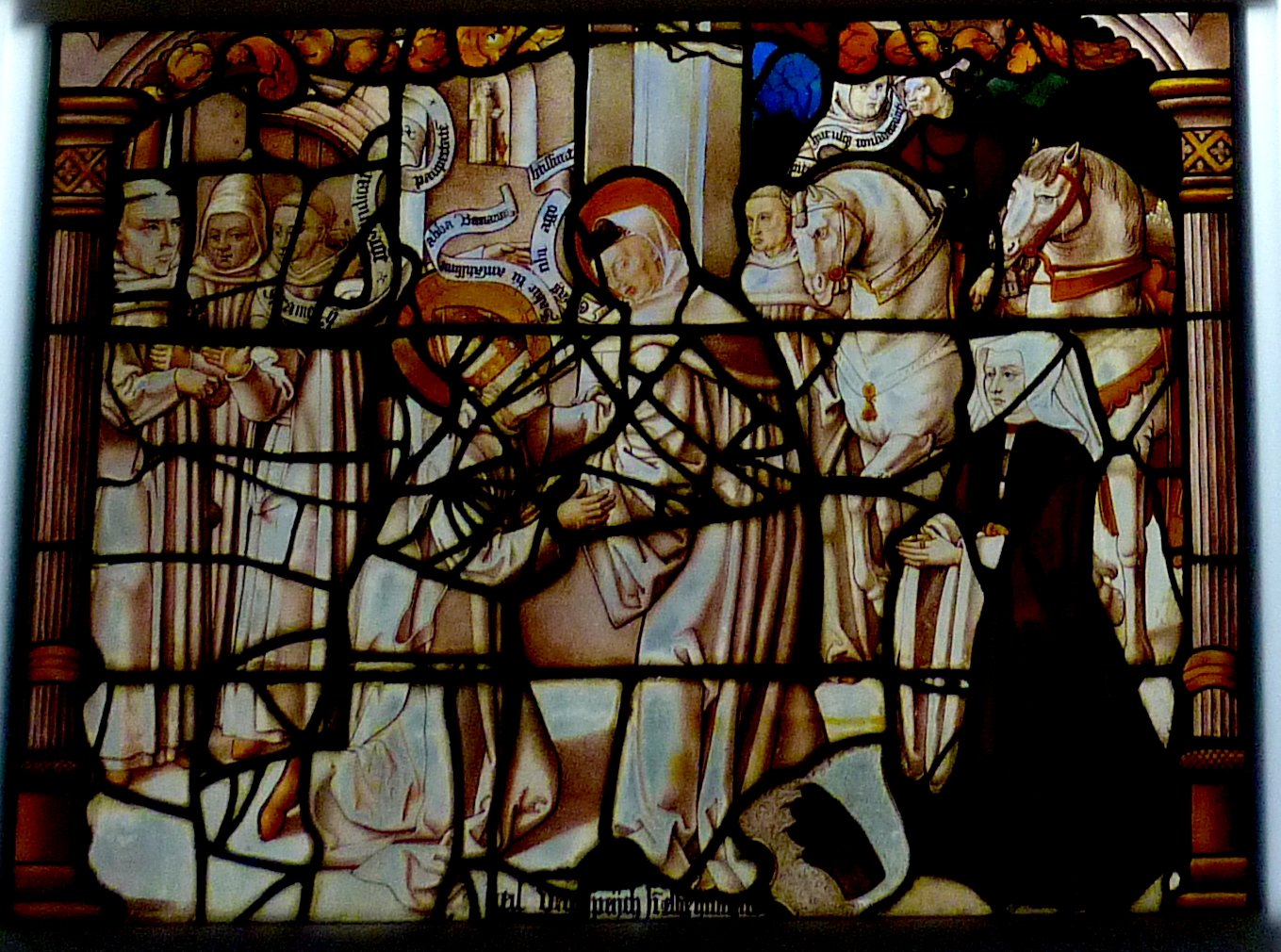
Bernhard besucht Bischof Hugo von Grenoble und die Kartäusermönche
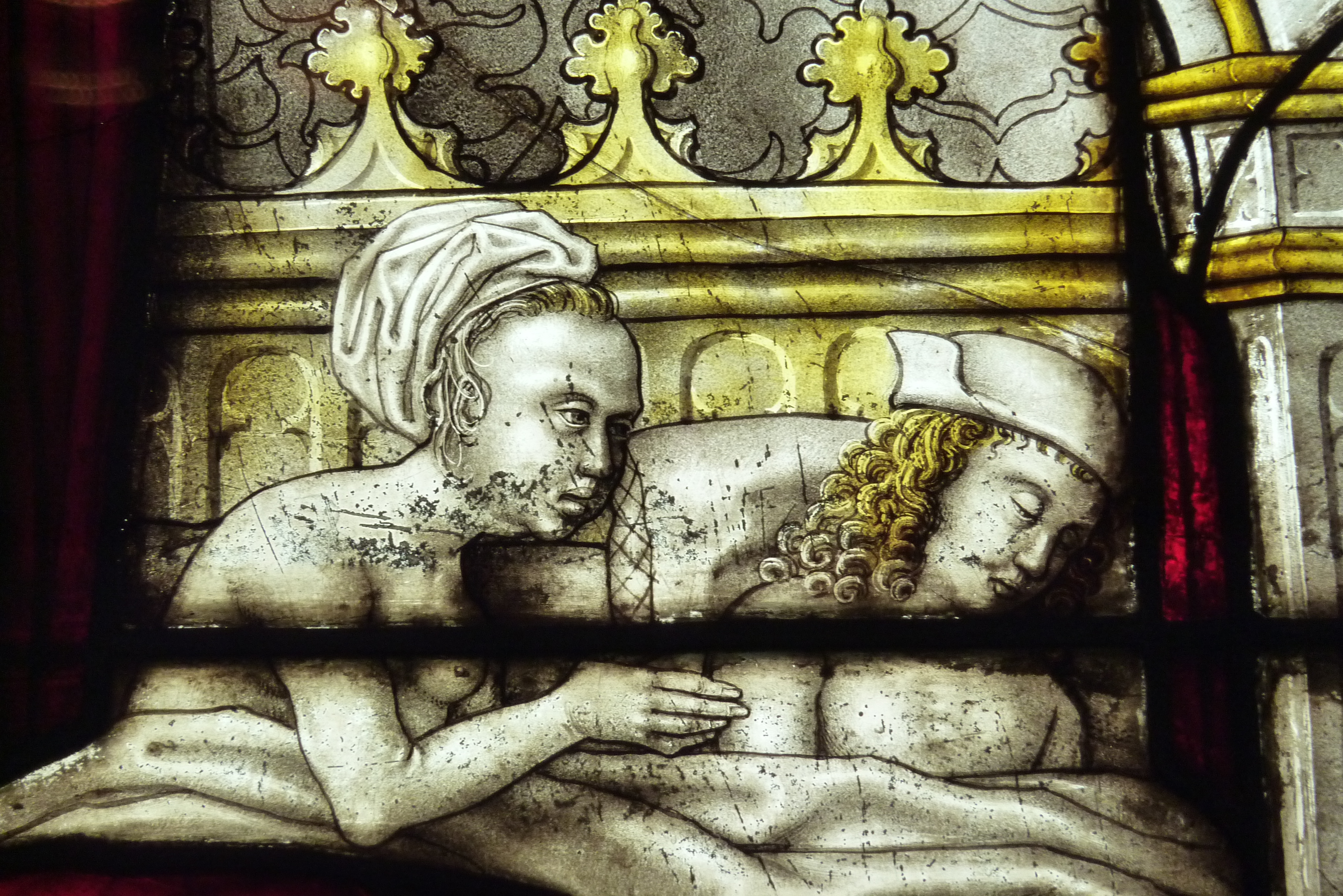
Bernhards Versuchung durch das Mädchen (Ausschnitt)
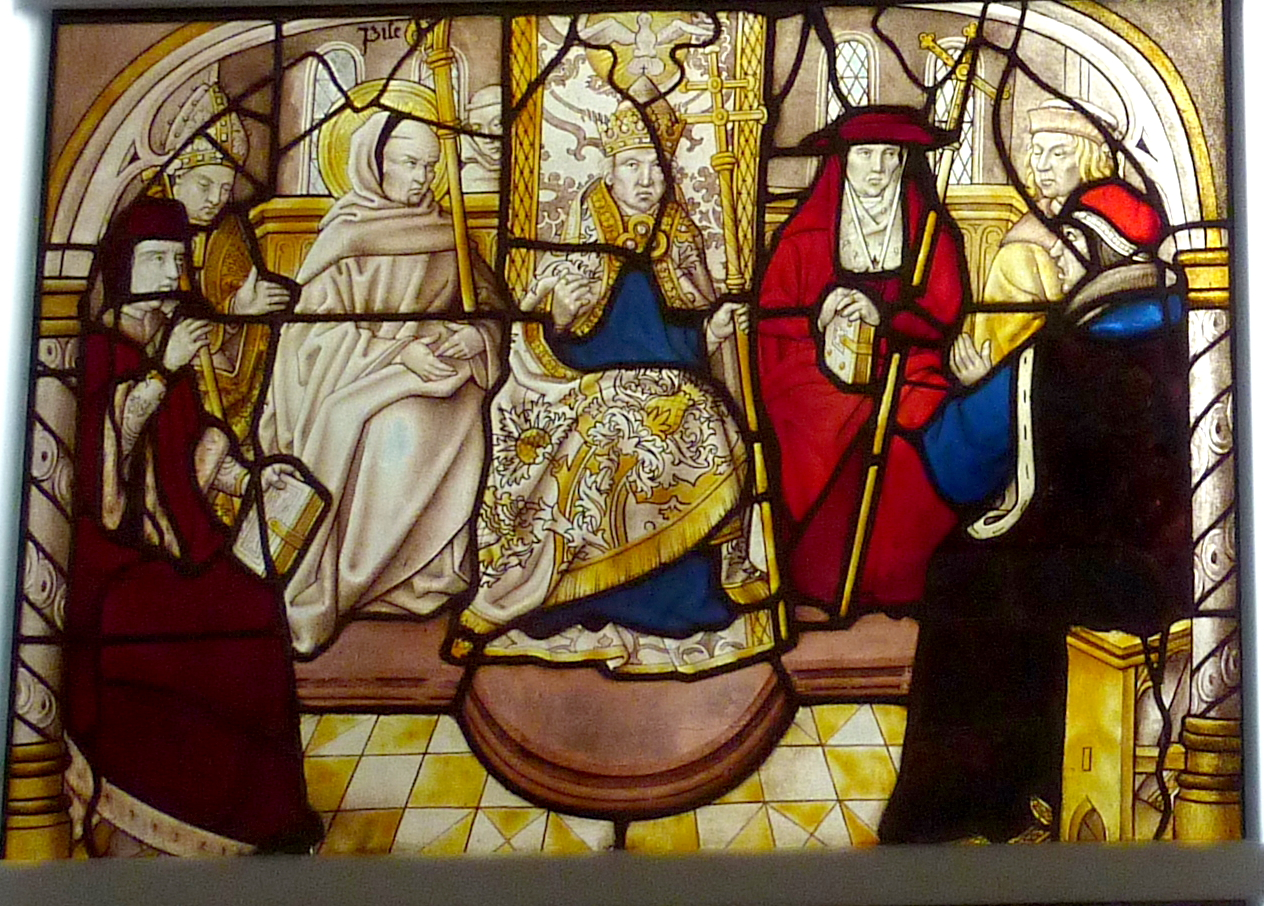
Bernhard auf der Synode zu Pisa und das Ende des Schismas
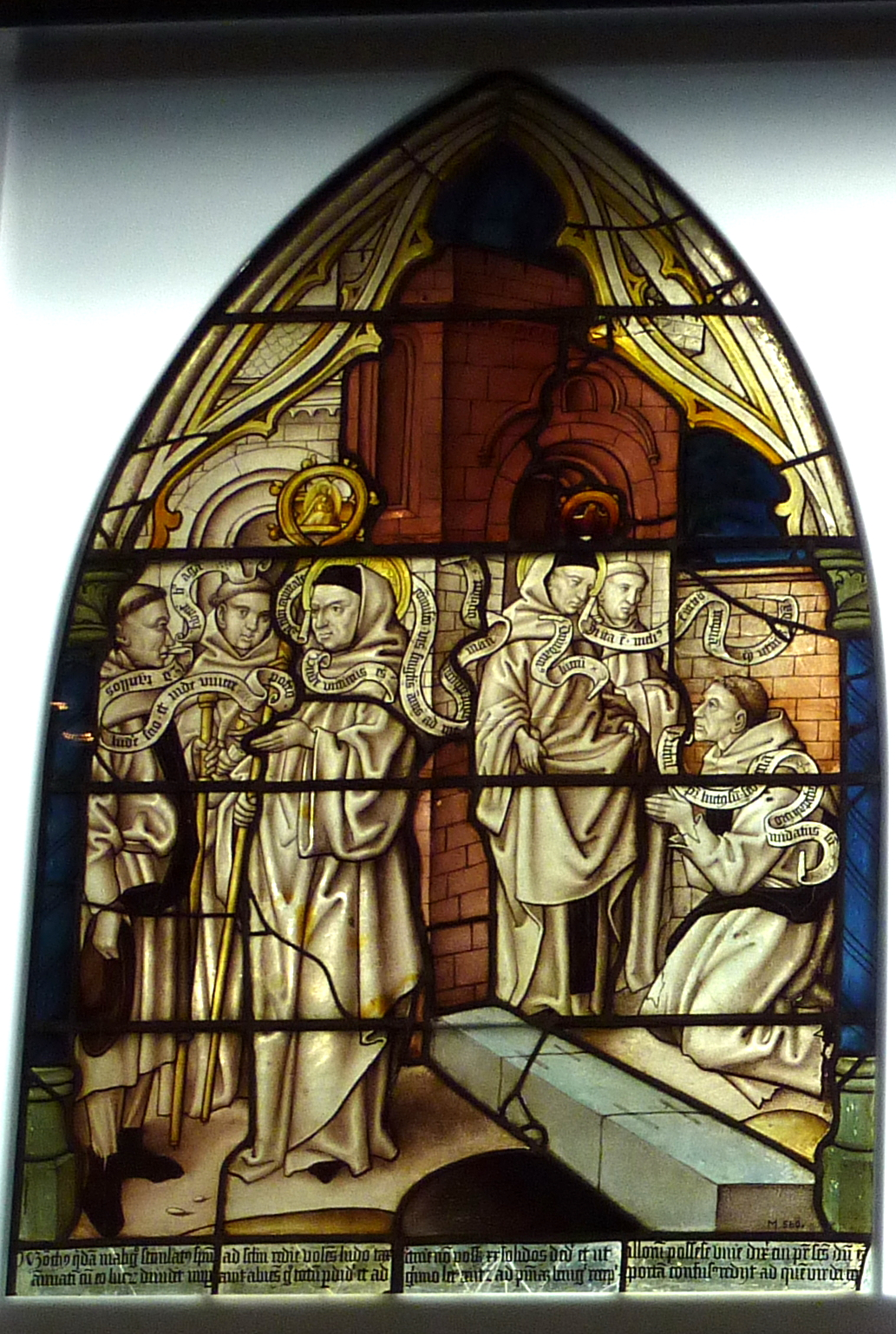
Bernhard nimmt einen abtrünnigen Mönch wieder auf
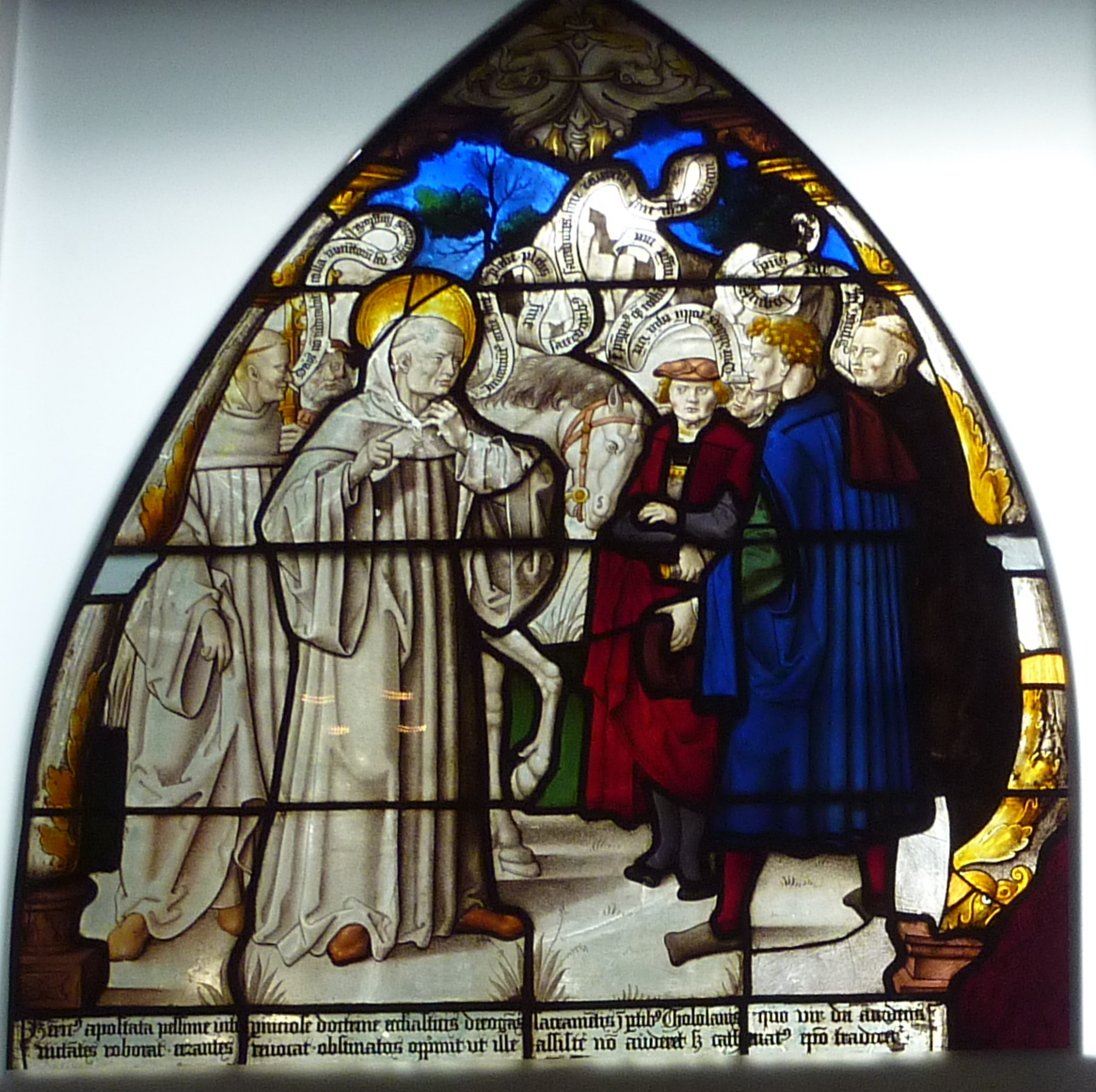
Auseinandersetzung Bernhards mit dem Albigenserführer Heinricus von Lausanne
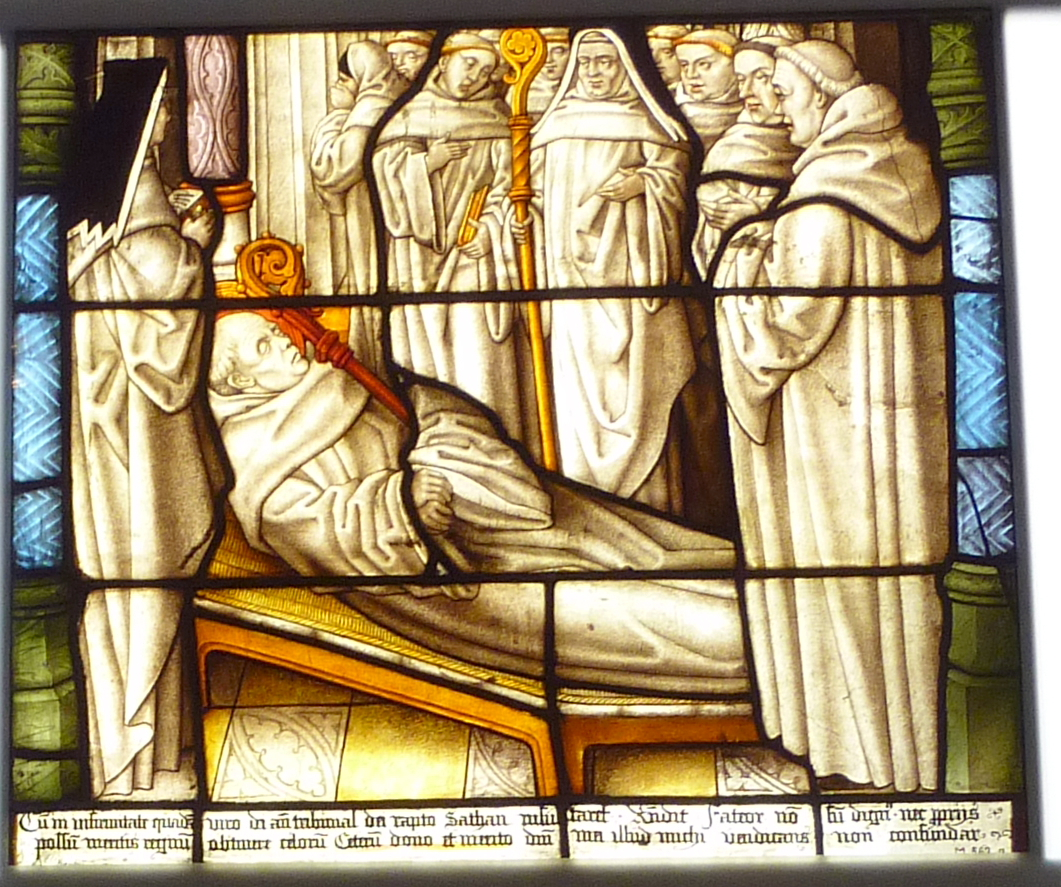
Bernhards Krankenlager
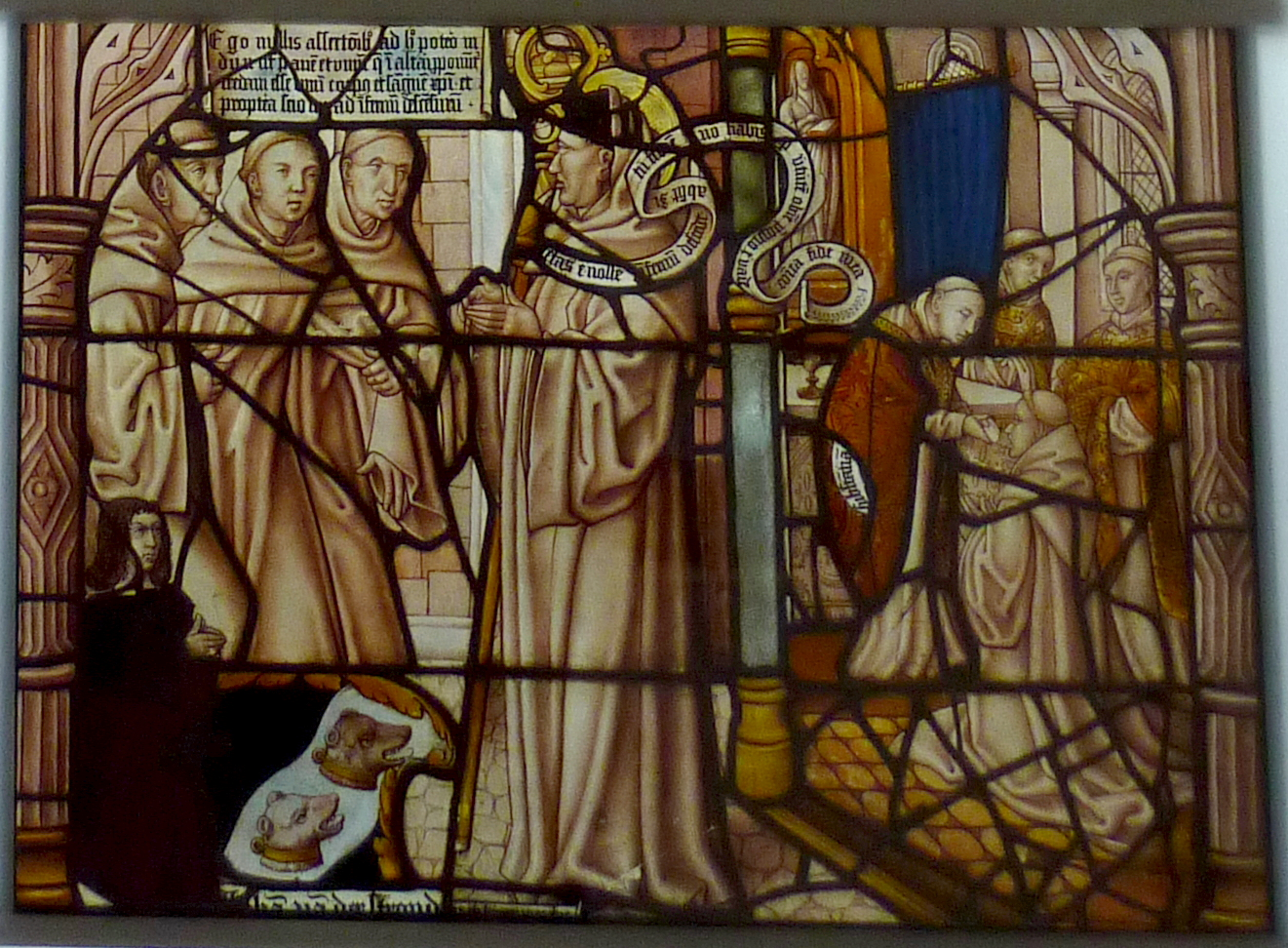
Bernhard überzeugt einen Mitbruder, der an der Eucharistie zweifelt
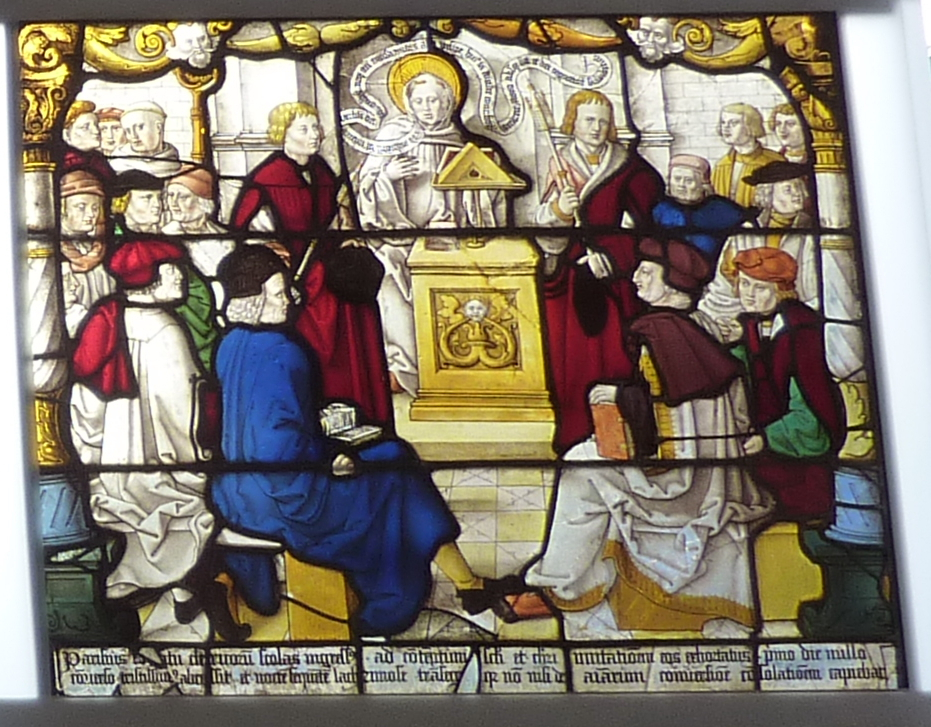
Bernhard spricht zu den Klerikern von Notre Dame in Paris
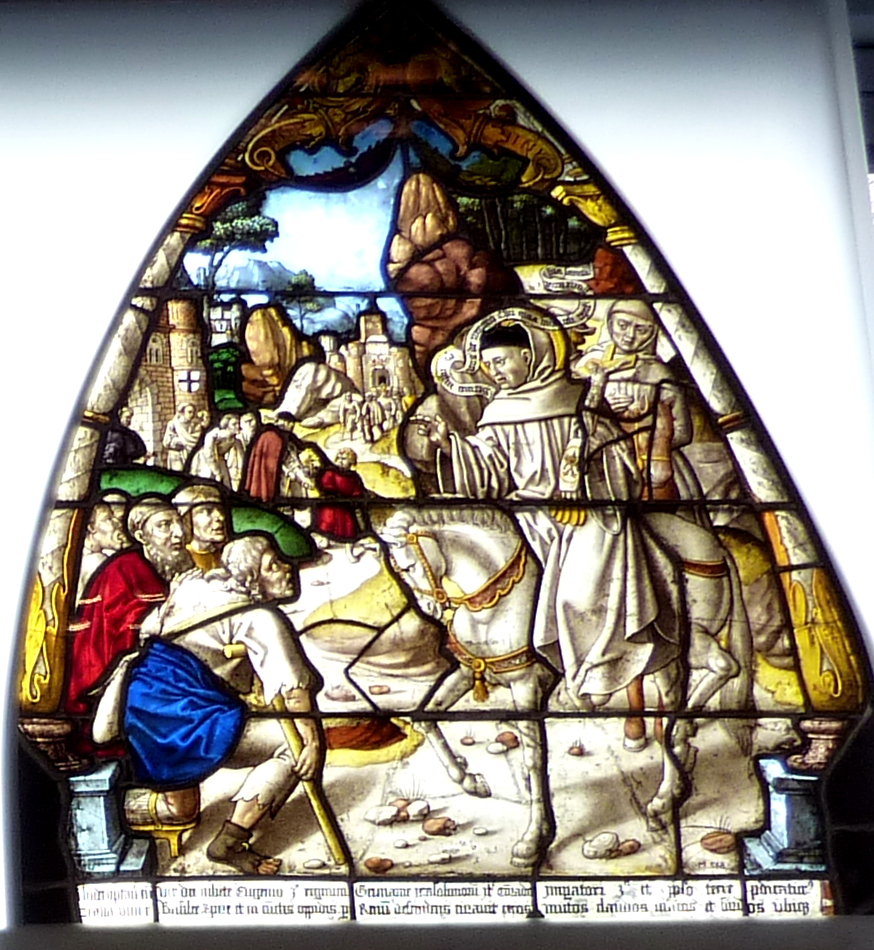
Bernhard predigt in Deutschland zum Kreuzzug und heilt Kranke
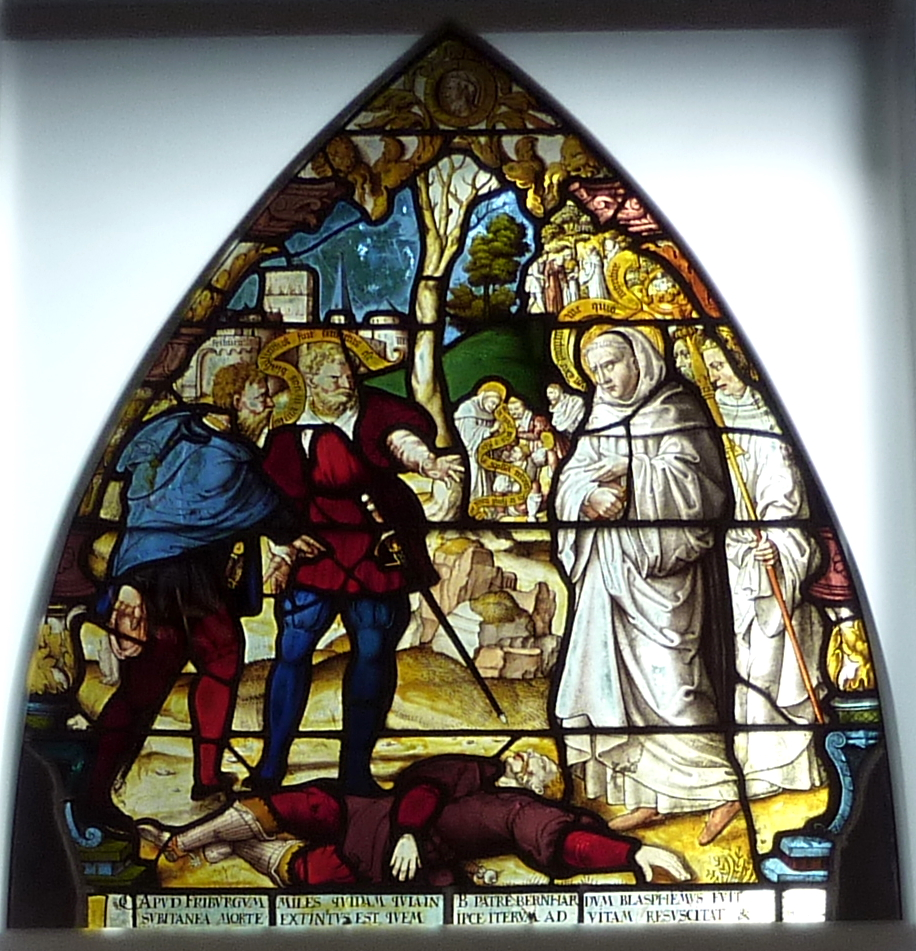
Bernhard erweckt in Freiburg einen vom Tode getroffenen Lästerer
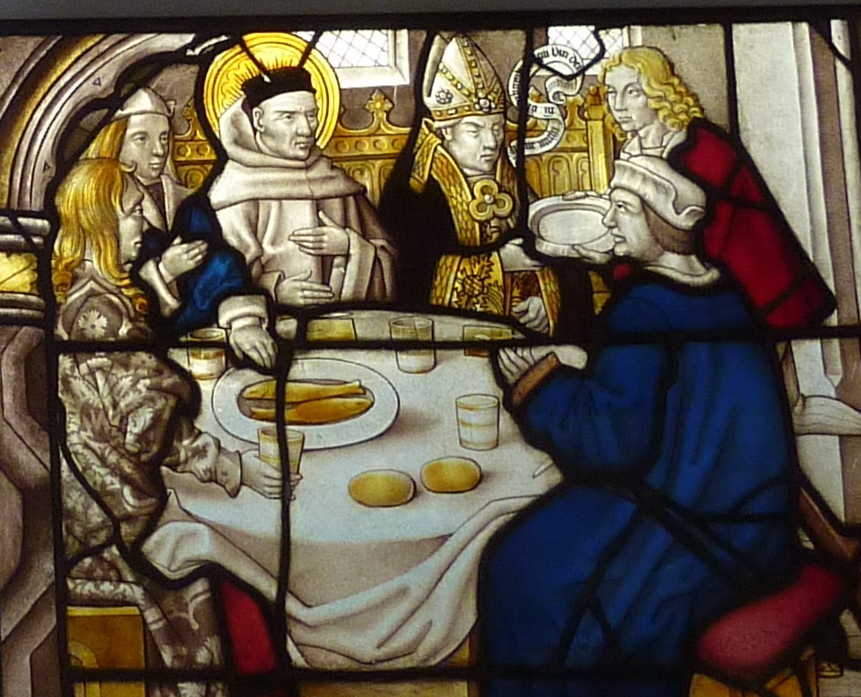
Bernhard zu Gast bei Bischof Matthäus von Alba (Ausschnitt)
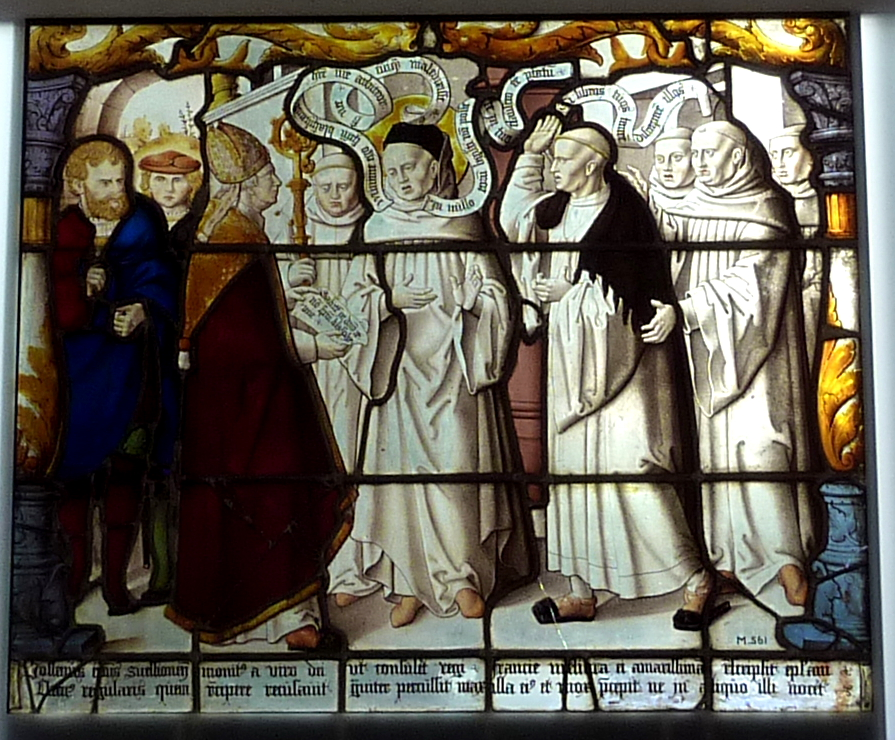
Bernhard erhält einen Brief von Bischof Joscelinus von Soissons und wird von einem Kleriker geohrfeigt